# 山丘類型
山與丘可依照其一些特徵來進行分門別類。若是火山，可依照熔岩和噴發歷史等特徵來進行分門別類。一些山脈受到冰河侵蝕作用而產生不同地形，可透過這些地形來分門別類。最後，許多山的類型可由岩石組成成分來進行分門別類。
以下為山與丘的各種類型列表。

## 冰川侵蝕類型
- 角峰
- 刃脊
- 冰原島峰

## 火山/火山地形類型
- 破火山口
- 火山渣錐
- 混合火山
- 冰火山
- 裂縫噴發口
- 海底平頂山
- 熔岩錐（英语：Lava cone）
- 火山穹丘
- 單成火山場（英语：Monogenetic volcanic field）
- 泥火山
- 薄餅狀穹丘
- 複成火山場（英语：Polygenetic volcanic field）
- 火成碎屑錐
- 火山碎屑盾狀火山
- 盾狀火山
- 複式火山
- 水下火山（英语：Subaqueous volcano）
- 冰下丘（英语：Subglacial mound）
- 冰下火山
- 海底火山
- 超級火山
- 外輪山火山
- 平頂火山
- 火山口
- 火山場
- 火山栓

## 岩石類型
- 火成岩
  - 噴出岩
  - 侵入岩
- 變質岩
- 沉積岩

## 其他類型
- 锥形丘（英语：Conical hill）
- 褶皺與逆衝斷層帶
- 斷塊山（英语：Fault-block mountain）
- 穹丘
- 圓形丘（英语：Kuppe）
- 小丘
- 山脈